# Macrostomus barueri
Macrostomus barueri är en tvåvingeart som beskrevs av Smith 1962. Macrostomus barueri ingår i släktet Macrostomus och familjen dansflugor. Inga underarter finns listade i Catalogue of Life.